# Egercsehi
Egercsehi là một thị trấn thuộc hạt Heves, Hungary. Thị trấn này có diện tích 10,39 km², dân số năm 2010 là 1420 người, mật độ 137 người/km².